# سلیمان برجیس
سلیمان برجیس (زاده ۱۲۷۴-قتل ۱۳۲۸) طبیب کاشانی بود که در تاریخ ۱۴ بهمن ۱۳۲۸ در خانه‌ای در کاشان به قتل رسید.

## زندگی‌نامه
سلیمان برجیس، طبیبی در سال ۱۲۷۴ خورشیدی، در خانواده‌ای بهائی در کاشان، زاده شد. پدرش یعقوب برجیس، از پزشکان مشهور کاشان بود. وی اگر چه به صورت رسمی درس پزشکی نخوانده بود؛ ولی زیر نظر پدر، آموزش دید و به طبابت، مشغول شد. وی علاوه بر مطب، داروخانه نیز داشت و در اداره بهداری کاشان، طبابت می‌کرد.

در تاریخ ۱۴ بهمن ۱۳۲۸ فدائیان اسلام که از برجیس به عنوان مبلغ بهائی نام می‌بردند، دستور قتل سلیمان برجیس را می‌گیرند و وی را در خانه‌ای در شهر کاشان با هشتاد و یک ضربه کارد، تکه‌تکه می‌کنند.

## قتل سلیمان برجیس

دو نفر وابسته به انجمن تبلیغات اسلامی کاشان به نام‌های عباس توسلی و علی نقی‌پور، به بهانه داشتن بیمار در حال مرگ، سلیمان برجیس را به خانه‌ای می‌کشانند و سپس بنا به گزارش روزنامه‌های رسمی کشور با زمینه چینی و کمک حاج محمد رسول‌زاده، درودگر، محکمه‌ای، رضا گلسرخی و دو نفر دیگر، با هشتاد و یک ضربه کارد تکه‌تکه می‌کنند.

پس از آن که (با برنامه قبلی)، چهار نفر از قاتلان خود را معرفی نموده و زندانی می‌شوند، با تحریک افرادی چون شیخ عبدالکریم تربتی واعظ،
جمعیّت زیادی از مساجد و بازار در اطراف شهربانی و زندان گرد آمده و قصد خارج نمودن آن‌ها را می‌نمایند.
محمد تقی دامغانی (از اعضای هیئت مدیره کانون وکلای ایران، قبل از انقلاب) که کار بازجویی متهمان را به عهده داشته در کتاب خاطراتش نوشته‌است: «آن چهار نفر، صریحاً به ارتکاب قتل اعتراف کردند و هر کدامشان مدعی بود که او ضربه اول را نزده، بلکه همه با هم الله‌اکبرگویان ضربه زده‌اند. معلوم بود به آن‌ها آموزش داده شده که چه بگویند و چه نگویند. پرسیدم چرا دکتر برجیس را شما کشتید؟ همه هم زبان پاسخ دادند او ملحد بوده و برای آنکه مسلمانان را از راه به در کند تلاش می‌کرده‌است.
گفتم که او مردی خیّر و ضعیف پرست بوده، گفتند همه اینها را برای گمراه کردن مسلمانان انجام داده‌است… بر حسب فتوای اعلم علمای زمان، شرعاً مکلف به اجرای حکم قتل این شخص بوده و وظیفه شرعی خود را انجام داده‌ایم…»

### تبرئه عاملان قتل

برخی از علمای مذهبی مانند بهبهانی، سید ابوالقاسم کاشانی، میرزا محمد فیض، احمدعلی احمدی و محمدتقی فلسفی جانب دستگیرشدگان را می‌گیرند و از آنان به عنوان مردان ایمان و عمل یاد می‌کنند. گفته شده که سید حسین طباطبایی بروجردی نیز در رابطه با قتل سلیمان برجیس، نامه‌ای برای محمد تقی فلسفی نوشته و در آن از قتل برجیس حمایت و خواستار آزادی متهمان شدند.

در گلپایگان نیز، ۲۴ نفر همراه با میرزا ابوالقاسم محمدی به تلگرافخانه می‌روند و با مخابره نامه‌هایی به مقامات عالیه و مراجع تقلید به مرکز و قم، خواهان جلوگیری از تبلیغات بهائی و آزادی قاتلان سلیمان برجیس می‌شوند.
دادگاه عاملین قتل که جز دو نفر، بقیه حدود ۱۸ سال سن داشتند در تهران تشکیل شد و از ۵ شهریور ۱۳۲۹ تا ۲۲ شهریور همان سال (جمعاً ۱۷ روز) طول کشید. با تلاش علما و هواداران سنتی آنان در بازار، وکلای برجسته کشور (ارسلان خلعتبری، صادق سرمد، ذوالمجد طباطبایی…) وکالت رسول زاده و دوستانش را به عهده گرفتند.
محمدجواد غروی، راستی، حلیمی، سیداصغر ابن‌الرسول و دیگر طلاب برای رهایی عاملین قتل سلیمان برجیس تلاش زیادی کردند. هم چنین مجلات «پرچم اسلام»، «آیین اسلام» تلگراف محمد صدوقی را به سید حسین طباطبایی بروجردی و سید ابوالقاسم کاشانی چاپ کردند و خواهان تبرئه مسببان حادثه شدند.
بعد از اینکه دادگاه جنایی برای رسیدگی به پرونده به صورت علنی تشکیل شد، نواب صفوی که تحت تعقیب قرار داشت، ناگهان وارد دادگاه شد. عبدالله رازی (وکیل خانواده سلیمان برجیس) پس از مشاهده نواب صفوی در پشت سر خود گفت: «فدائیان اسلام مرا تهدید به قتل کرده‌اند.» نواب صفوی خطاب به متهمان گفت «برادران عزیز خیالتان آسوده باشد. تا یک مسلمان غیور زنده باشد یک مو از سر شما کم نمی‌شود.» با حضور نواب صفوی جلسه دادگاه برهم خورد و زد و خورد بین مأموران و هواداران نواب صفوی برای دستگیری وی تا بازار ادامه یافت اما مأموران موفق به دستگیری وی نشدند.

در جلسه روز بعد و پس از ارائه دفاعیه‌ای از سوی وکلای متهمین، دادگاه عاملین قتل سلیمان برجیس را تبرئه نمودند. آن‌ها در ۲۱ شهریور ۱۳۲۹ آزاد شدند.
سرانجام، قاتلان این طبیب بهائی، با فشار فلسفی، بروجردی، محمد بهبهانی و کاشانی به محمد رضا شاه، تبرئه و آزاد شدند.

### استقبال از متهمان
مهتمان به قتل پس از خروج از دادگستری تهران، مورد استقبال هزاران نفر از روحانیون و مردم قرار می‌گیرند و آن‌ها را به منزل آیت‌الله خوانساری و آیت‌الله کاشانی می‌برند. یکی دو روز بعد هم در کاشان مورد استقبال قرار می‌گیرند.
در کاشان نیز از آنان استقبال گرمی به عمل می‌آید. در این حادثه، آیت‌الله بروجردی پشتیبانی بسیاری از متهمان کرد.
ایشان در جواب نامه مرحوم فلسفی که در این‌باره وساطت کرده، حمایت نمود و اعلام کرد که به این هشت نفر نباید صدمه بخورد.

### اعتراض کانون پزشکان ایران
در پی قتل سلیمان برجیس و شیوه محاکمه مسببان آن که ارباب جراید «ننگ دادگستری ایران» نامیدند، «کانون پزشکان ایران» نیز نامه سرگشاده‌ای به شاه نوشتند و شدیداً به این عمل وحشیانه اعتراض نمودند و یادآور شدند سلیمان برجیس پزشک باسواد و حاذقی بود، سال‌ها نسبت به اهالی کاشان خدمت کرد. او اشخاص بی بضاعت را رایگان معالجه می‌کرد و در شهر به نیکنامی مشهور بود.

## گزارش مطبوعات از قتل سلیمان برجیس

شیرزاد خبرنگار مجلّه فردوسی که به کاشان اعزام شده بود می‌نویسد:
دکتر سلیمان برجیس علاوه بر مطب دارای داروخانه هم بوده و اغلب بیماران بی بضاعت را مجّاناً پذیرفته و به آن‌ها داروی رایگان می‌داده‌است؛ و در آن شهرستان به نیک نامی معروف و مورد احترام عموم بوده‌است. حوالی ساعت ۱۱ صبح ۱۴ بهمن دو نفر به مطبّ دکتر برجیس آمده اظهار می‌دارند آقای دکتر دست ما و دامن شما. مریضی داریم که حالش خیلی بد است. خواهشمندیم قدم رنجه بفرمائید و به عیادت او بیائید. برجیس که در آن موقع هفت هشت نفر مریض در مطبّ داشته، جواب می‌دهد مانعی ندارد امّا اجازه بفرمائید این چند نفر را راه بیندازم آنگاه با هم به عیادت بیمار شما می‌رویم؛ ولی آن دو نفر التماس و اصرار کرده تأخیر را موجب مرگ بیمار می‌دانند. برجیس با آن‌ها می‌رود اما، در منزل اثری از بیمار نبوده‌است. او را با ۸۱ ضربهٔ مهلک از پای درمی‌آورند. شخصی به نام رسول زاده گلوی برجیس را می‌بُرد. بعد از این عمل فجیع که در کمترجایی از جهان سابقه داشته، قاتلین در بازار فریاد می‌کنند ما یک نفر کافر را کشتیم و خود را به شهربانی معرّفی می‌کنند.
خبرنگار قضائی روزنامه اطلاعات نیز، علّت قتل را تنها یک علّت و آن هم تعصّبِ مذهبی می‌نامد و وقوع چنین اعمالی که نمونهٔ نزاعهای قرون وسطائی است را جای نهایت تأثّر و نگرانی می‌داند.

روزنامه نیسان نیز می‌نویسد که چنین صفحات شرم‌آور را که حاکی از کشتار انسان‌ها با بهانه‌های مذهبی باشد فقط می‌توان در دورهٔ بربریّت و دورهٔ تاریک قرون وسطائی جستجو کرد و در دوره کنونی بشریّت مترقّی از این‌گونه عملیّات ننگ دارد. راه انداختن نزاع و کشتارهای مذهبی در مملکت‌های مستعمره و نیم مستعمره فقط برای تأمین تسلّطِ مستعمره طلبان عملی می‌شود.

در روزنامه ملت ایران هم این مطلب چاپ می‌شود که در کشوری که مردم آن سه هزار سال داعیه تمدّن و بزرگی و فهم و شعور و احساسات بشردوستی و نوع پروری دارند، در مملکتی که پیشوای بزرگ دین آن در ۱۳۰۰ سال پیش مردم را به برادری و برابری و مساوات دعوت می‌کرد و بزرگ‌ترین جهاد را علیه ترور و آدمکشی و قتل و غارت شروع نمود، مردمی پیدا می‌شوند که دست خود را به خون فرد بیگناهی بیالایند و جای بسی تأثّر است که از این عمل خود کمترین شرم و حیائی نمی‌کنند.